# Вогник далеко в степу
«Вогник далеко в степу» — відома повість українського письменника Григора Тютюнника, за яку його, разом із повістю «Климко» відзначено премією імені Лесі Українки.

## Історія створення
«Вогник далеко в степу» (1979) ― це остання повість Григора Тютюнника, у якій автор показав післявоєнне життя підлітків, які змушені були рано йти вчитися, щоб допомагати вижити своїм родинам. Їхні образи близькі автору, оскільки твір автобіографічний. Ще дитиною Григір Тютюнник теж був змушений іти навчатися у професійне училище, щоб здобути професію і мати змогу заробляти на власний кусень хліба.
«Найдорожчою темою, а отже, й ідеалом для мене завжди були й залишаються доброта, самовідданість і милосердя людської душі в найрізноманітніших її проявах», — писав Григір Тютюнник. Письменнику вдалося майстерно і ненав'язливо показати їх у своєму творі.
Автор планував продовжити свою розповідь про Павлентія і його друзів (написано тільки першу частину повісті «Вогник далеко в степу»), ми, можливо, прочитали б про те, що було б далі з цим хлопчиною в житті, через що йому довелося б іще пройти, але раптова смерть письменника обірвала його роботу.

## Значення в українській літературі
Повісті Григора Тютюнника «Климко» і «Вогник далеко в степу» були відзначені премією імені Лесі Українки, яку присуджують за найвидатніші твори для дітей та юнацтва. Вони стали в один ряд із такими художньо сильними книгами про дітей війни, як: «Ранні журавлі» Чингіза Айтматова, «Уроки французької» Валентина Распутіна, «Біг» Гранта Матевосяна, «Судний день» Віктора Козька, «Первінка» Миколи Вінграновського, «Мовчун» Віктора Близнеця… Без таких книжок неможливо зрозуміти життєву історію покоління тих, на чиї плечі упали війна, наруга й сирітство. Ці книги відображають духовну силу нашого народу, який усупереч всьому зберіг у собі свої найкращі якості.

## Сюжет
Григір Тютюнник у повісті «Вогник далеко в степу» зобразив життя підлітків у післявоєнні часи. Кожного дня головному герою Павлу та його друзям — трьом Василям доводилося долати дев'ять кілометрів лісовою дорогою, щоб вчасно дістатися училища. Цей шлях був легшим, коли вони йшли разом. Час пролітав непомітно, а дорога здавалася не такою вже й далекою. Часто на них чекали несподівані пригоди, наприклад, довго їм кортів абрикосовий сад діда Штокала: «…ідучи в училище й назад, ми дивимося на Штокалові абрикоси такими очима, що дід кам'яніє посеред садка — довгий, сухий, сивий — і свариться на нас пальцями». І, коли вони вже наважилися на крадіжку, господар сам пригостив їх абрикосами. Повною протилежністю став вчинок шофера Фріца, коли одного разу Павло проспав і опинився сам на сам із засніженим шляхом. Його перестрів вовк і надією на порятунок була машина, яка раптово з'явилася на шляху. Але шофер не зупинився, щоб підібрати хлопця, однак Павлу вдалося схопитися за машину. Шофер, помітивши хлопця, вирішив вчинити жорстоко і свідомо, коли хлопець мав злізти, натиснув на педаль газу, щоб юнак впав. Таким вчинком він мало не вбив хлопця. Павло сильно забився і знепритомнів. Його знайшла жінка і повідомила майстра з училища, де навчався Павло. Його товариші вирішили неодмінно помститися за невинно постраждалого друга, вся група була біля нього у таку страшну мить. Але що було далі можна тільки здогадуватись, адже на цьому повість і обривається.

## Головні персонажі
Головний герой повісті «Вогник далеко в степу» ― Павло. Він був сиротою, з повагою ставився до старших, був відданий своїм друзям і закоханий у дівчину. Так сталося, що його мати померла, а коли хлопцеві було дев'ять років, батько одружився з тіткою Ялосоветою. Через місяць батька забрали на війну, з якої він так і не повернувся. Жив він з тіткою шість років у половині хати, бо більшу ніж половину одірвало бомбою. За час оповіді читач спостерігає як Павло перетворюється з маленького хлопчика на дорослу людину.
Тітка Ялосовета дуже позитивний персонаж, вона хоч і не була матір'ю Павла, але ставилася до нього, як до рідного сина. Коли Павла не взяли до училища через недостатній вік для вступу, то вона сама привела його до директора і так розхвалила: «Він слухняненький, роботящий, не дивіться, що такий ото малий. Він підросте. І вчиться ловко…», що директор прийняв його під свою відповідальність.
Павло дружив і навчався разом із трьома Василями ― Василем Силкою, Василем Оборою та Василем Кібкалом.
Василь Силка любив географію і розповідав про кожну країну так, наче він там був: «…Так жовто, як у Штокаловому садку од абрикос. Банани, апельсини, ананаси…»
Василь Кібкало був із трохи заможнішої родини і мав і взуття, і сумку, і сніданок йому з собою давали з дому.
Василь Обора ― це мовчазний і кремезний хлопчина, якому завжди хотілося їсти.
Усі хлопці товаришували з дитинства, разом ходили до училища і назад по 18 кілометрів пішки й переживали разом труднощі навчання, далекої дороги і першого кохання.
Маня — дівчина, з якою дружив Павло і в яку був щиро закоханий. Зі слів самого Павла один вечір, коли він дізнався про її симпатію повністю змінив його, зробив дорослішим.
Майстр Федор Демидович — людина, закохана у свою справу, чудовий учитель, у нього кожен інструмент «сяє, як сонечко». Він вчить хлопців сумлінно працювати, пишатися своєю професією.
Поряд із позитивними героями в повісті Гр. Тютюнника «Вогник далеко в степу» зображені і негативні персонажі. Передусім це водій Фріц, через якого Павло отримав сильну травму. Про підступність та жорстокість цього персонажа дізнаємося одразу ж, після першої згадки про нього у творі, коли хлопці вчепилися за його машину, щоб під'їхати до училища, а він їх прогнав. У його душі не заворушилося співчуття до Павла, навіть коли він йшов один рано вранці у страшну заметіль.

## Цитати
- «Плаче. Ну, хай як хоче. Я ж не заставлю. Та ще й півхати нема, зосталася тільки хатина, а більшу половину одірвало бомбою. У нас у півсела нема хат — такий сильний був бій… Нічого, нарубаю дров, зваримо щось їсти, а далі воно покаже. Не плакатиме ж вона з ложкою в руках!»
- «— Дурненький ти ще, а вже совітуєш, — сказала необидно. — Всі люди красиві, як добрі. — Ішла вона легко, світилася. І одно поглядала на мене збоку».
- «— Чай, дітки, треба мішати в обидва боки: спершу наліво, потім направо — тоді він буде солодший».
- «О, якби тільки хто знав, яке то щастя — рвати абрикоси уночі при місяці! Нахилиш гілку, а вони тебе лагідненько по маківці — тут-тук-тук… Об щоки труться оксамитне — є-таки на них пушок. А котра й сама за пазуху впаде, полоскоче золотою мишкою і пригріється. і вже її не чути…»
- «Мені часто сниться страшний сон: ніби в хаті уже стоїть білий ранок. І я прокидаюся, холонучи від думки, що проспав лінійку, сніданок, що група наша вже йде містечком, горланячи „Дальневосточную“, а мене на „шкентелі“ немає…»
- «Після тієї жовтневої ночі коло верби, після того, як Маня повернулася від свого двору, мовчки плачучи, я ніби виріс на кілька років уперед — і — без вороття…»
- «Найлюбішою стала мені думка про хату. Сам складу, по деревині, по соломині вкрию, хай тільки потепліє та подовшає день. Доки ж ми в курені житимемо?»
- «Ми й тепер, як випали сніги, берегли свій вогонь біля станції Осика. Вже не задля того, щоб хоч трохи звеселити степову осінню темряву, а щоб було де перегрітися посеред дороги. Та й звикли до нього».
- "— Спиніться, дядьку! — закричав я, нахилившись близько до віконця. — Ми на сніданок запізнюємося. І вовки кругом! — І побачив на шоферові шапку з козирком. «Фріц! Це ж він!»